# Llometa del Tio Figuetes

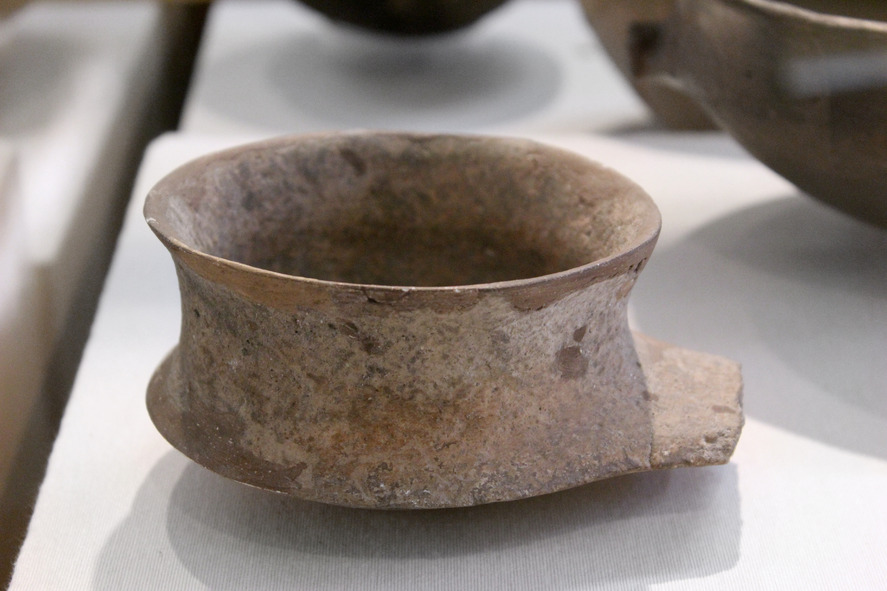
Vaso carenado geminado.

Llometa del Tio Figuetes es un poblado de la Edad del Bronce tardío con superposición de niveles de cronología ibérica. El yacimiento está situado en el término de Benaguacil, en la comarca del Camp de Túria. Fue excavado en 1977 por el Servicio de Investigación Prehistórica, bajo la dirección de Rosa Enguix Alemany. El yacimiento está situado en la cima y las colinas de poca extensión con el lado norte cortado de forma abrupta, por lo que es inaccesible por esta parte.

## Precedentes
Este yacimiento fue descubierto por Antoni Hidalgo Gadea y Domingo Gomeç Senent. Ambos autores realizaron un estudio inicial, donde constataron la extensión del poblado, delimitaron los muros de las diferentes estructuras y llevaron a cabo la excavación de la casa b. Esta intervención permitió el descubrimiento de dos vasos eneolíticos, fragmentos de cerámica ibérica, molinos barquiformes, dientes de hoz y hojas de sílex, así como una gran cantidad de fragmentos de hierro de forma indeterminada. Algunos materiales de esta actuación fueron depositados en el Servicio de Investigación Prehistórica de Valencia (SIP), como el vaso carenado y gemelar, pero otros permanecieron en poder de sus descubridores.
Según el archivo de yacimientos del SIP, se constató la existencia de un poblado ibérico superpuesto a un argárico.
Tras esta intervención fue visitado en numerosas ocasiones por miembros del Servicio de Investigación Prehistórica. De hecho, en 1954, el capataz Montañana hizo una prospección nuevamente el yacimiento. En 1967, volvió junto a la profesora Milagro Gil-Mascarell  para recoger material cerámico diverso, que fue estudiado y depositado en los almacenes del Museo de Prehistoria de Valencia.

## Excavación

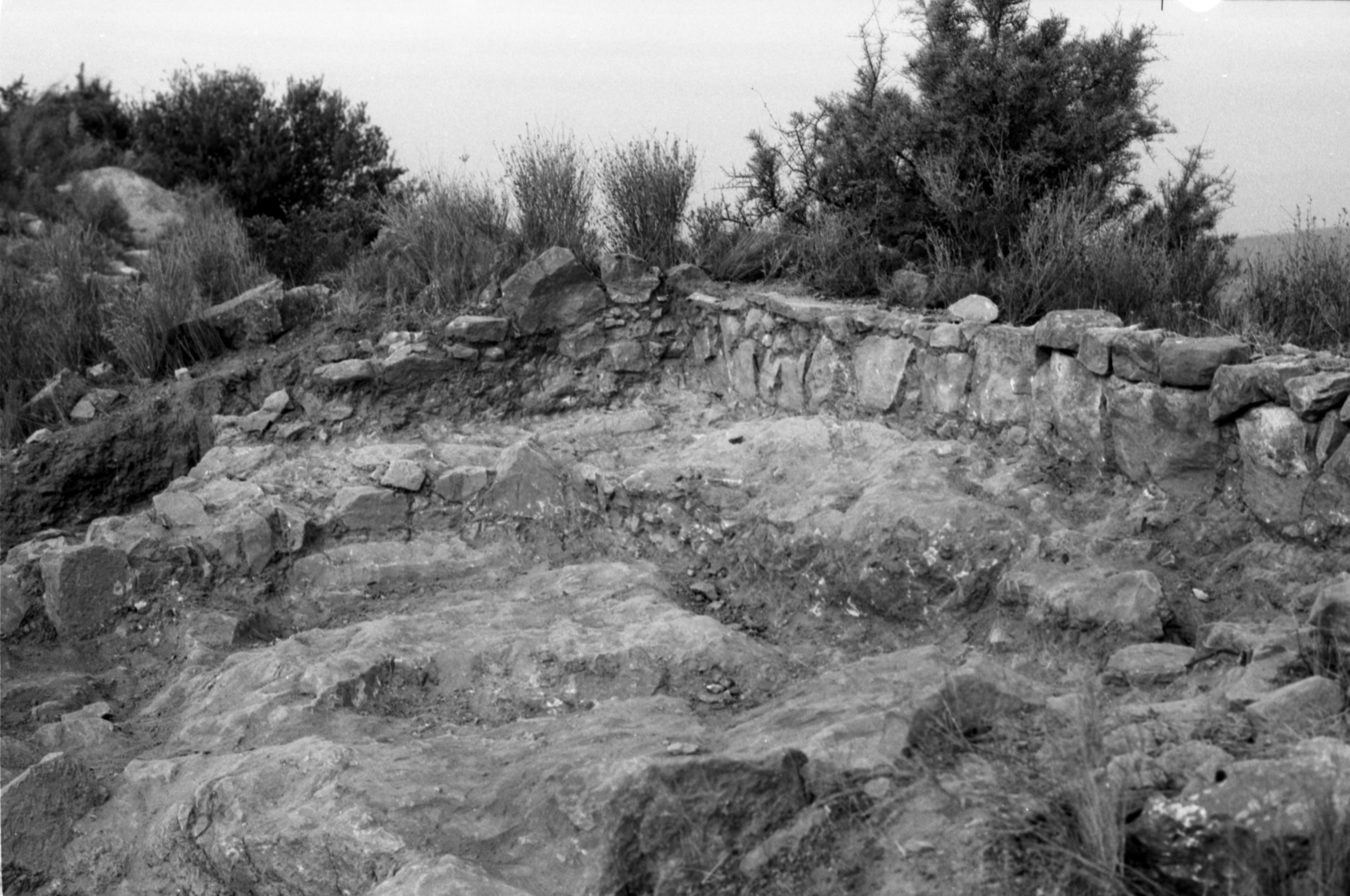
Proceso de excavación de la Llometa del Tio Figuetes.

Con la información obtenida gracias a los trabajos precedentes y con el fin de esclarecer si existía continuidad de poblamiento entre los niveles de la Edad del Bronce y los ibéricos, en 1977 el Servicio de Investigación Prehistórica, solicitó el permiso de excavación en la Dirección de Patrimonio Artístico y Cultural. Bajo la dirección de Rosa Enguix Alemán se dio inicio a la única campaña de excavación realizada en este poblado, entre el 3 y el 16 de julio de 1997.
Los primeros esfuerzos se centraron en la delimitación del perímetro del poblado. Así, se pudo determinar que el yacimiento contaba con una superficie de unos 25 m de largo, de entre 9 y 12 m de ancho y una potencia estratigráfica de 0'80 m de profundidad.
Posteriormente, las catas realizadas y el análisis estratigráfico han sido claves para determinar que no existe continuidad de poblamiento entre ambas épocas al igual que ocurre en otros poblados del bronce valenciano con superposición de asentamiento ibérico como: la Ermita de la Madre Señora de Montiel, El Alteret, Cova Foradada o Puntal dels Llops.